# Interazione agostica

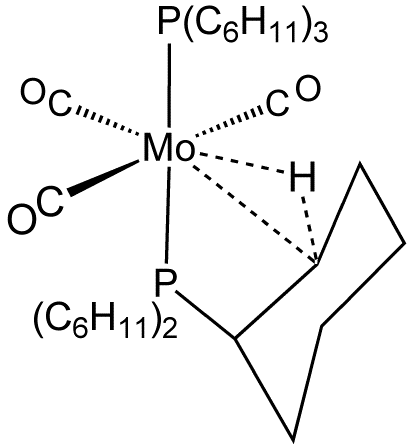
Esempio di interazione agostica nel complesso Mo(CO)_{3}(PCy_{3})_{2}.

Interazione agostica è un termine usato in chimica organometallica per indicare l'interazione di un metallo coordinativamente insaturo con un legame C–H di un legante: i due elettroni coinvolti nel legame C–H interagiscono con gli orbitali d vuoti del metallo, e ne risulta un legame a tre centri e due elettroni. Si pensa che molte trasformazioni catalitiche, come l'addizione ossidativa e la eliminazione riduttiva, procedano tramite intermedi caratterizzati da interazioni agostiche. Nella chimica organometallica si osservano interazioni agostiche con leganti di tipo alchilico, alchilidenico e polienilico.

## Storia
Il termine agostico, derivato dalla parola greca che significa "tenere vicino a sé", fu coniato da Maurice Brookhart e Malcolm Green per descrivere questa interazione e altre simili tra un metallo di transizione e un legame C–H. Spesso queste interazioni coinvolgono gruppi alchilici o arilici tenuti vicini ad un centro metallico con un legame σ addizionale.
Interazioni a corto raggio tra sostituenti idrocarburici e metalli coordinativamente insaturi erano state notate sin dagli anni sessanta. Ad esempio, in RuCl2[PPh3]3 si osserva una distanza molto corta tra il centro di rutenio(II) e un atomo di idrogeno in posizione orto di uno dei nove anelli fenilici. Anche in molti complessi contenenti l'anione boroidruro BH4– la struttura cristallografica può essere descritta con il modello del legame a tre centri e due elettroni.
Nella chimica dei gruppi principali una interazione simile era già stata osservata nella struttura del trimetilalluminio.

## Caratteristiche del legame agostico
Con la cristallografia a raggi X è difficile localizzare con accuratezza gli atomi di idrogeno, e quindi Il modo migliore di dimostrare la presenza di una interazione agostica è tramite misure di diffrazione neutronica. Queste hanno evidenziato che le distanze di legame C–H e M–H sono maggiori del 5–20% rispetto a quelle attese per idrocarburi o idruri metallici isolati. La distanza tra metallo e idrogeno è tipicamente 1,8–2,3 Å, e l'angolo M–H–C è compreso nell'intervallo 90–140°. Si osserva inoltre la presenza di un segnale 1H RNM spostato a campo più elevato rispetto ad un normale alcano o arile, spesso nella regione dove compaiono in genere i leganti idruro. La costante di accoppiamento 1JCH di solito è a solo 70–100 Hz rispetto ai 125 Hz tipici di un normale legame carbonio-idrogeno sp3.

### Forza del legame
Sulla base di studi sia sperimentali che computazionali si è stimato che la stabilizzazione dovuta all'interazione agostica sia 10–15 kcal/mol, anche se risultati recenti sembrano indicare una stabilizzazione minore (< 10 kcal/mol). Le interazioni agostiche sono quindi più forti della maggior parte dei legami ad idrogeno. I legami agostici hanno talvolta un ruolo importante nella catalisi rendendo più "rigidi" gli stati di transizione. Ad esempio, nei catalizzatori di Ziegler-Natta il metallo fortemente elettrofilo ha interazioni agostiche con la catena polimerica in via di formazione, e l'accresciuta rigidità influenza la stereoselettività del processo di polimerizzazione.

## Interazioni di legame correlate
Il termine agostico si usa solo per descrivere interazioni di legame a tre centri e due elettroni tra carbonio, idrogeno e un metallo. Un legame a tre centri e due elettroni è evidentemente coinvolto nella complessazione di H2, ad esempio in W(CO)3(PCy3)2H2, un complesso correlato a quello mostrato nella figura. Il silano si lega spesso a centri metallici con interazioni a tre centri Si–H–M. Queste interazioni non vengono classificate come agostiche, perché l'interazione non coinvolge il carbonio.

### Legami anagostici
Alcune interazioni M–––H–C non sono classificate come agostiche, bensì come anagostiche. Le interazioni anagostiche sono di tipo più elettrostatico. Nelle strutture di tipo anagostico le distanze M–––H sono nell'intervallo 2,3–2,9 Å, e gli angoli M–H–C sono nell'intervallo 110–170°.